# Thurston County (Nebraska)
Thurston County ist ein County im Bundesstaat Nebraska der Vereinigten Staaten. Der Verwaltungssitz (County Seat) ist Pender, das nach John Pender, einem Eisenbahndirektor benannt wurde. Das County befindet sich zu 100 % auf Reservatsgebiet der Omaha und der Winnebago Nation.

## Geographie
Das County liegt im Nordosten von Nebraska, grenzt im Osten an den Bundesstaat Iowa und hat eine Fläche von 1026 Quadratkilometern, wovon 6 Quadratkilometer Wasserfläche sind. Es grenzt in Nebraska im Uhrzeigersinn an folgende Countys: Dakota County, Burt County, Cuming County und Dixon County.

## Geschichte
Thurston County wurde 1865 gebildet. Benannt wurde es nach dem US-Senator John M. Thurston. 2014 entschied der Oberste Gerichtshof im Fall Nebraska v. Parker dass, die Omaha Reservation 1882 nicht legal vom US-Kongress aufgelöst wurde und dass das County unter die Gesetzgebung der Stämme und nicht die des Bundesstaates Nebraska fällt.
Ein Ort im County hat den Status einer National Historic Landmark, das Dr. Susan LaFlesche Picotte Memorial Hospital. Sechs Bauwerke und Stätten des Countys sind insgesamt im National Register of Historic Places eingetragen (Stand 12. Februar 2018).

## Demografische Daten

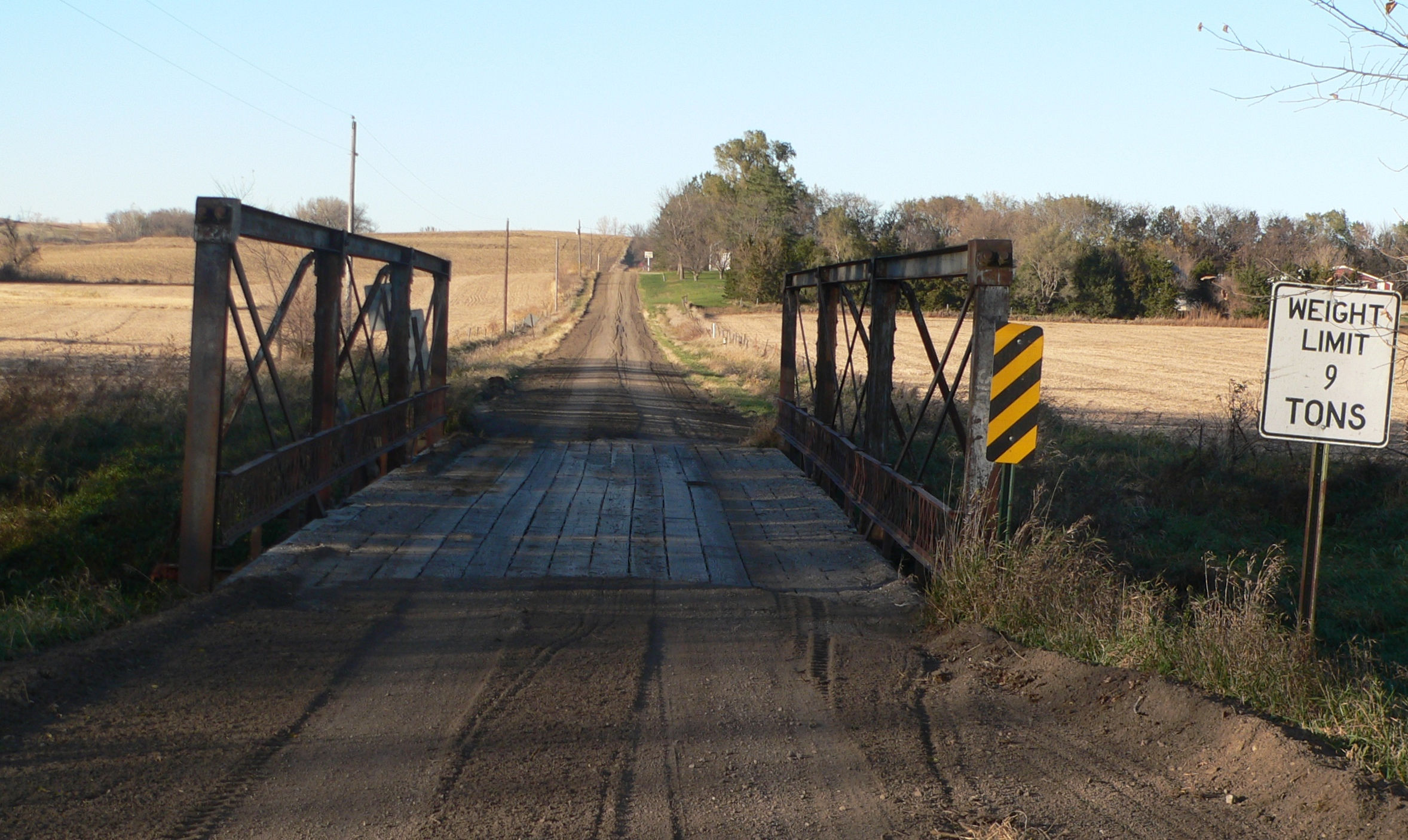
North Omaha Creek Bridge, gelistet im NRHP

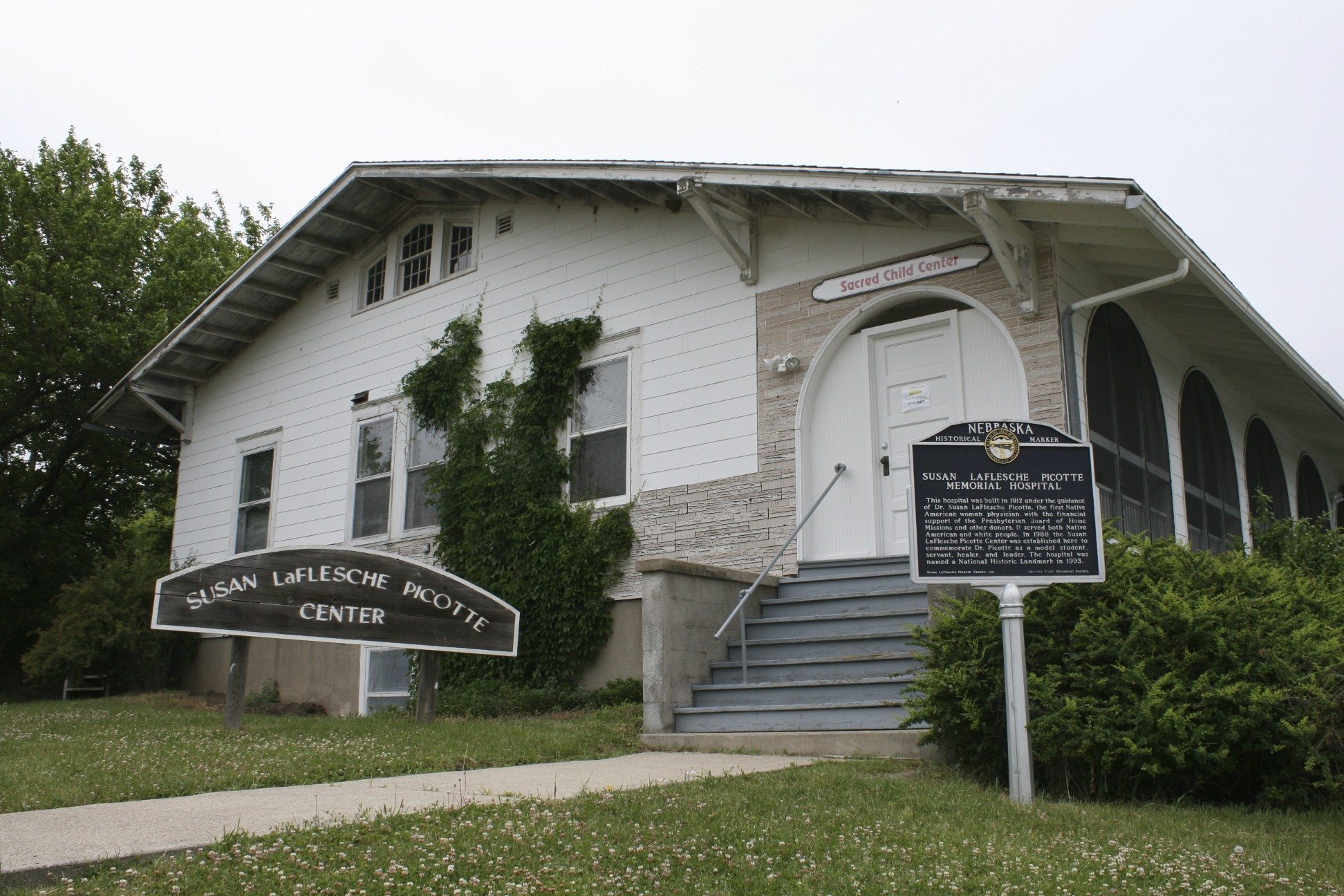
Dr. Susan Picotte Memorial Hospital, gelistet im NRHP

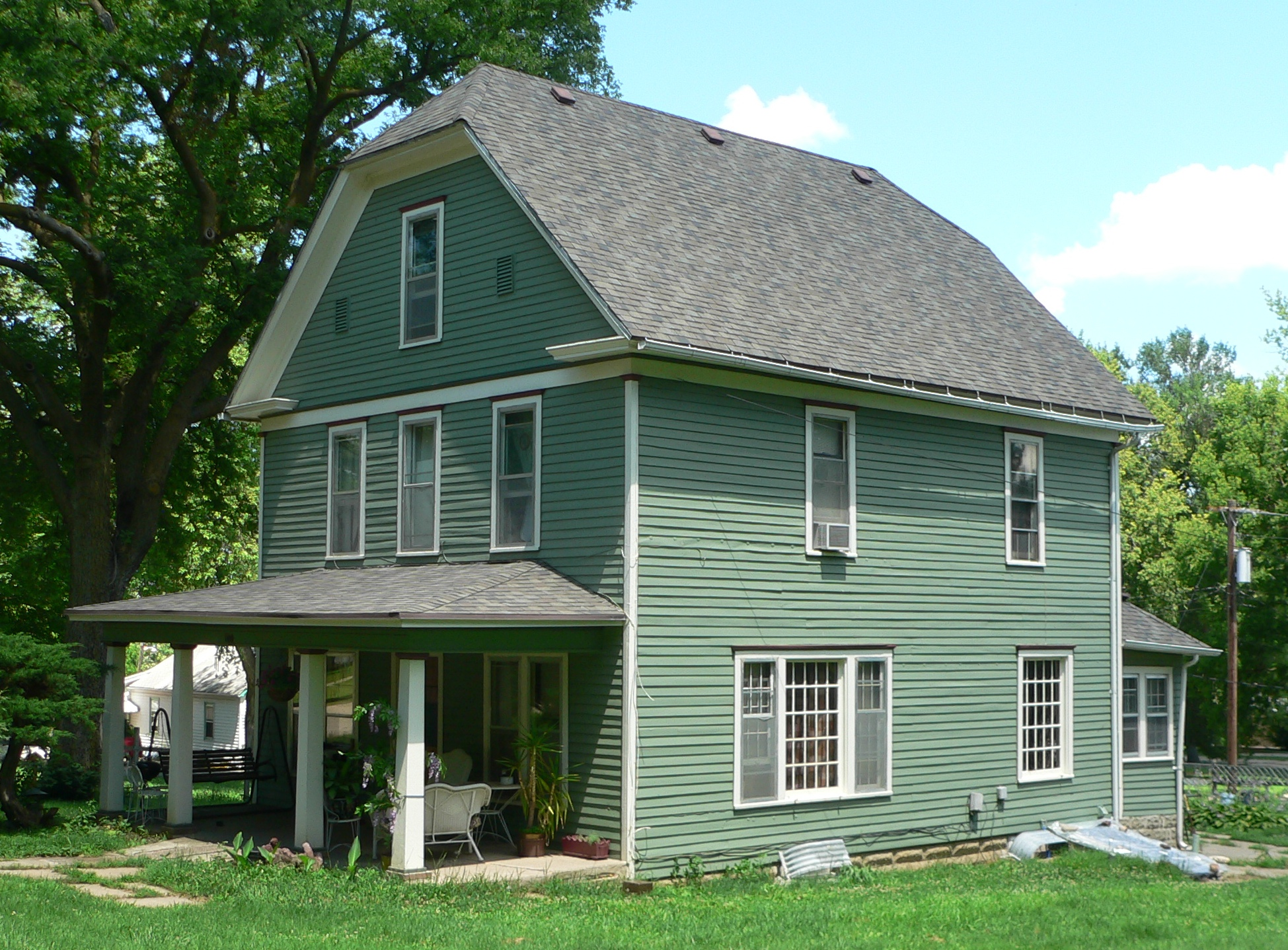
Susan La Flesche Picotte House, gelistet im NRHP

Nach der Volkszählung im Jahr 2000 lebten im Thurston County 7171 Menschen in 2255 Haushalten und 1725 Familien. Die Bevölkerungsdichte betrug 7 Einwohner pro Quadratkilometer. Ethnisch betrachtet setzte sich die Bevölkerung zusammen aus 45,77 Prozent Weißen, 0,15 Prozent Afroamerikanern, 52,03 Prozent amerikanischen Ureinwohnern, 0,06 Prozent Asiaten und 0,77 Prozent aus anderen ethnischen Gruppen; 1,23 Prozent stammten von zwei oder mehr Ethnien ab. 2,43 Prozent der Bevölkerung waren spanischer oder lateinamerikanischer Abstammung.
Von den 2255 Haushalten hatten 40,0 Prozent Kinder und Jugendliche unter 18 Jahre, die bei ihnen lebten. 50,6 Prozent waren verheiratete, zusammenlebende Paare, 19,1 Prozent waren allein erziehende Mütter, 23,5 Prozent waren keine Familien, 21,3 Prozent waren Singlehaushalte und in 10,1 Prozent lebten Menschen im Alter von 65 Jahren oder darüber. Die Durchschnittshaushaltsgröße betrug 3,14 und die durchschnittliche Familiengröße lag bei 3,64 Personen.
Auf das gesamte County bezogen setzte sich die Bevölkerung zusammen aus 36,8 Prozent Einwohnern unter 18 Jahren, 8,3 Prozent zwischen 18 und 24 Jahren, 23,9 Prozent zwischen 25 und 44 Jahren, 17,7 Prozent zwischen 45 und 64 Jahren und 13,2 Prozent waren 65 Jahre alt oder darüber. Das Durchschnittsalter betrug 30 Jahre. Auf 100 weibliche Personen kamen 99,4 männliche Personen. Auf 100 Frauen im Alter von 18 Jahren oder darüber kamen statistisch 95,4 Männer.
Das jährliche Durchschnittseinkommen eines Haushalts betrug 28.170 USD, das Durchschnittseinkommen der Familien betrug 30.893 USD. Männer hatten ein Durchschnittseinkommen von 24.792 USD, Frauen 20.481 USD. Das Prokopfeinkommen betrug 10.951 USD. 19,3 Prozent der Familien und 25,6 Prozent der Bevölkerung lebten unterhalb der Armutsgrenze. Davon waren 32,6 Prozent Kinder oder Jugendliche unter 18 Jahre und 14,7 Prozent waren Menschen über 65 Jahre.

## Orte im County
- Emerson
- Macy
- Pender
- Rosalie
- Thurston
- Walthill
- Winnebago

Townships
- Anderson Township
- Blackbird Township
- Bryan Township
- Dawes Township
- Flournoy Township
- Merry Township
- Omaha Township
- Pender Township
- Perry Township
- Thayer Township
- Winnebago Township